# オダギリジョー
オダギリ ジョー（1976年〈昭和51年〉2月16日 - ）は、日本の俳優、ミュージシャン。本名は小田切 譲（読み同じ）。岡山県津山市出身。鈍牛倶楽部所属。オダジョー、オダギリと略されることもある。デビューから『仮面ライダークウガ』の開始前までは、漢字表記の「小田切譲」を使用していた。妻は女優の香椎由宇。映画監督としても活動している。

## 来歴

### 生い立ち
母子家庭であり、母が仕事に出かける時はいつも映画館に預けられていたという。このことが映画監督を目指すきっかけとなる。
小学校6年生の頃に、津山市立東小学校に転入。
津山市立東小学校、津山市立北陵中学校、岡山県作陽高等学校 卒業。
20歳の時にカリフォルニア州立大学フレズノ校へ留学。当初演出コースを専攻する予定だったが、願書が英語で記載されていたため、誤読による記入ミスによって演劇学を専攻。その後休学。

### デビュー
1999年に舞台『DREAM OF PASSION』で俳優デビュー。

### 2000年代
2000年より、『仮面ライダークウガ』の主人公・五代雄介（ごだい ゆうすけ）役でテレビドラマ初主演を務めた。幼少期より特撮番組とは馴染みが薄く、「リアルな芝居がやりたくて俳優になったから、特撮はやりたくない」と発言していたが、彼自身の個性を髙寺成紀に認められ、高寺の説得に応じ、抜擢された。
2003年公開の映画『アカルイミライ』は初主演を果たし、カンヌ国際映画祭に正式出品された。この作品は、日本映画プロフェッショナル大賞で作品賞を受賞し、自身も主演男優賞を受賞。
2004年公開の映画『血と骨』ではビートたけし演じる金俊平の息子、朴武を演じた。この映画における出演の時間は極めて短かったが、ビートたけしとの過激な喧嘩シーンを中心に演じ、同年度の国内の映画賞の助演男優賞を多数獲得した。
2005年公開の映画『オペレッタ狸御殿』ではチャン・ツィイーと共演。『メゾン・ド・ヒミコ』ではゲイの青年を演じ、前年度に続き主演での男優賞を複数獲得した。
2007年には自らの脚本・監督による『さくらな人たち』を撮影、第38回ロッテルダム国際映画祭に出品された。同年12月27日、女優の香椎由宇との結婚を発表し2人で結婚会見を行った。映画『パビリオン山椒魚』での共演が交際のきっかけとなった。翌2008年、2人の誕生日である2月16日に婚姻届を提出した。

### 2010年代
2010年9月5日に第1子の妊娠が報道され、2011年2月に長男が誕生。
2014年4月、次男が誕生。しかし、次男は1歳の誕生日を迎えた直後の2015年4月20日に絞扼性イレウスによって死去。
2015年、洋画家の藤田嗣治を演じた主演作品『FOUJITA』が、第28回東京国際映画祭コンペティション部門に出品される。
2016年8月三男が誕生。
2018年、主演映画『エルネスト』のために約半年間かけスペイン語とボリビアの方言を習得し、日系ボリビア人の革命家フレディ前村ウルタードを演じた。
2019年、自身のオリジナル脚本による初の長編映画監督作品『ある船頭の話』が第76回ベネチア国際映画祭のベニス・デイズ部門に選出。同映画祭では出演作品『サタデー・フィクション』がコンペティション部門に選出された。『ある船頭の話』は第56回アンタルヤ映画祭（トルコ）の国際コンペティション部門で最優秀作品賞を受賞した。第34回高崎映画祭でホリゾント賞を受賞した。

### 2020年代
2021年1月30日、「津山国際環境映画祭」でオダギリが監督を務めた『ある船頭の話』が上映された。上映後には、小学校の同級生河本準一とリモートでトークショーを行った。地元津山市で仕事をするのは今回が初めてである。
9月、NHKドラマ『オリバーな犬、 (Gosh!!) このヤロウ』では連続ドラマの脚本・演出・出演・編集を担当（翌2022年にはシリーズ2が放送）。11月、連続テレビ小説『カムカムエヴリバディ』で、朝ドラに初出演。
2022年、東京ドラマアウォードにて、自身が手掛けたドラマ『オリバーな犬、 (Gosh!!) このヤロウ』が高く評価され、単発ドラマ部門作品賞のグランプリを受賞し、さらに『カムカムエヴリバディ』での演技が評価され、助演男優賞を受賞した。

## 人物

### 趣味・特技
- 子供のころからずっとサッカー少年だったこともありサッカーが上手。映画『プラスティック・シティ』の共演者アンソニー・ウォンからは「ジョーは俳優にならなくてもサッカー選手になれば、スターになれる」と、その腕前を絶賛された[30]。

### 嗜好
- 尊敬するミュージシャンは、フランク・ザッパとトム・ウェイツ[31]。トム・ウェイツのアルバム『オーファンズ』（2006年）の日本盤CDでコメントを書き下ろし、トムを「音楽の神」と讃えている。
- 雑誌のインタビューや自身の著書『オダギリズム』によると好きな映画監督はジム・ジャームッシュやフェデリコ・フェリーニ、コーエン兄弟、黒澤明、勝新太郎、北野武、ヴィンセント・ギャロなどで、特にジャームッシュの『ダウン・バイ・ロー』をベスト1にあげることが多い。

### 交友関係
- 小学校ではお笑いコンビ次長課長の河本準一と同級生[9][32]。河本曰く「クラスの人気はオダギリ君が1位で、自分が僅差の2位だった」とのこと。
- 中学校ではお笑い芸人グループ・バンドの超新塾タイガー福田と同級生[33][34] で、福田の結婚式にオダギリが参加する仲である[35]。
- 自身の出世作である『仮面ライダークウガ』のプロデューサーだった髙寺成紀とは、番組終了後も交友が続いている。『HYPER HOBBY PLUS vol.5』（2008年）でのインタビューでは、『クウガ』の共演者だった葛山信吾がオダギリを含めた『クウガ』のキャストと交流があることを話している。また、2008年8月に行われた『クウガ』同窓会にも出席し[36]、2009年11月には『クウガ』で妹役を演じた千崎若菜の結婚式ではスピーチの「大トリ」として参加[37] し、高寺が角川移籍後に初めてプロデュースした『大魔神カノン』の最終回に巫崎フーガ役で特別出演した。

### エピソード
- 雑誌などの簡易プロフィールに『仮面ライダークウガ』を掲載していない理由として、「厳密にはデビュー作ではないので、そういう特別扱いができないから。『クウガ』を載せるとなると、他にも載せなければならない作品がでてきてしまう」[12] と述べている。プロフィールの件もあり、『クウガ』がオダギリの中で「なかったこと」になっていると噂されていたが、2015年10月30日に出演したラジオでそのことを否定している[38]。なお、所属事務所のプロフィールには当初よりクウガが記載されている。
- 映画『マイウェイ 12,000キロの真実』では、役作りのためにマラソンランナーの谷川真理にフォームの矯正をしてもらい、猫ひろしと一緒に練習していた[39]。
- 『クウガ』に出演する一年前に『救急戦隊ゴーゴーファイブ』のオーディションも受けており、スタッフから変身ポーズをするように求められオダギリが拒否したことがもとで揉めてしまい退場させられたことがある[40]。

## 出演
主演は太字で示す。

### 映画
- 金融腐蝕列島 呪縛（1999年9月18日、東映）※「小田切譲」名義[3] - 記者
- プラトニック・セックス（2001年10月20日、東宝） - 岩崎敏海
- 目下の恋人（ドラマ『愛の手前 恋のとなり』再編集、劇場公開版）（2002年11月30日） - コウジ
- アカルイミライ（2003年1月18日、アップリンク） - 仁村雄二
- 曖昧な未来、黒沢清（2003年2月8日、アップリンク）
- あずみ（2003年5月10日、東宝・日本ヘラルド映画） - 最上美女丸
- 監督感染「payday」（2003年11月29日、ギャガ・コミュニケーションズ） - サナエの夫
- この世の外へ クラブ進駐軍（2004年2月7日、松竹） - 池島昌三
- 日常恐怖劇場 オモヒノタマ〜念珠 七ノ珠「ECHOES」（2004年5月8日、衛星劇場） - 草太
- 血と骨（2004年11月6日、松竹＝ザナドゥー） - 朴武
- パッチギ!（2005年1月22日、シネカノン） - 坂崎
- イン・ザ・プール（2005年5月21日、日本ヘラルド映画） - 田口哲也
- オペレッタ狸御殿（2005年5月28日、日本ヘラルド映画＝松竹） - 雨千代
- 夢の中へ（2005年6月11日、アルゴ・ピクチャーズ） - コウジ
- メゾン・ド・ヒミコ（2005年8月27日、アスミック・エース） - 岸本春彦
  - 懲戒免職（メゾン・ド・ヒミコDVD収録オリジナル・ショートムービー） - 小田切先生
- SHINOBI（2005年9月17日、松竹） - 甲賀弦之介
- スクラップ・ヘブン（2005年10月8日、シネカノン） - 葛井テツ
- THE 有頂天ホテル（2006年1月14日、東宝） - 筆耕係・右近
- ブラックキス（2006年1月28日、アップリンク） - ジョーカー城野
- BIG RIVER（2006年5月27日、東京テアトル） - 哲平
- ゆれる（2006年7月8日、シネカノン） - 早川猛
- パビリオン山椒魚（2006年9月16日、東京テアトル） - 飛鳥芳一
- HAZARD ハザード（2006年11月11日、アンプラグド） - シン
- 叫（2007年2月24日、ザナドゥー） - 精神科医・高木
- 蟲師（2007年3月24日、東芝エンタテインメント） - ギンコ
- 東京タワー 〜オカンとボクと、時々、オトン〜（2007年4月14日、松竹） - 中川雅也 / ボク
- サッド ヴァケイション（2007年9月8日、スタイルジャム） - 後藤
- 転々（2007年11月10日、スタイルジャム） - 竹村文哉
- たみおのしあわせ（2008年7月19日、スタイルジャム） - 神崎民男
- 悲夢（2009年2月7日日本公開、スタイルジャム） - ジン
- プラスティック・シティ（2009年3月14日日本公開、ビターズ・エンド） - キリン
- 空気人形（2009年9月26日、アスミック・エース） - 人形師
- 奇跡（2011年6月11日、ギャガ） - 木南健次
- ウォーリアー&ウルフ（2011年10月22日日本公開、ジョリー・ロジャー=チャンス イン） - 陸沈康
- マイウェイ 12,000キロの真実（2012年1月14日日本公開、CJ Entertainment＝東映） - 長谷川辰雄
- プンサンケ（2012年8月18日、太秦） - 北朝鮮兵士1（カメオ出演）
- 舟を編む （2013年4月13日、松竹・アスミック・エース） - 西岡正志
- リアル〜完全なる首長竜の日〜 （2013年6月1日、東宝） - 沢野
- 人類資金（2013年10月19日、松竹） - 鵠沼英司
- ミスターGO!（2014年5月24日、ギャガ） - 中日ドラゴンズ球団オーナー・イトウ（カメオ出演）
- ひもかわラプソディ（2014年6月4日、asura） - 岡野貴司  （フィルムフェス限定上映）
- 渇き。（2014年6月27日、ギャガ） - 愛川
- 映画『深夜食堂』（2015年1月31日、東映） - 小暮
- Present For You（2015年2月7日、PLUS heads inc） - 梶原茂
- S -最後の警官- 奪還 RECOVERY OF OUR FUTURE （2015年8月29日、東宝） - 正木圭吾
- 合葬 （2015年9月26日、松竹） - 森篤之進
- FOUJITA（2015年11月14日、KADOKAWA） - 藤田嗣治（レオナール・フジタ）[41]
- オーバー・フェンス（2016年9月17日、東京テアトル、シネマアイリス|函館シネマアイリス（北海道地区）） - 白岩義男[42]
- 湯を沸かすほどの熱い愛（2016年10月29日、クロックワークス） - 一浩[43]
- 続・深夜食堂（2016年11月5日、東映） - 小暮
- エルネスト（2017年10月6日、キノフィルムズ） - フレディ前村ウルタード[44]
- 緑色音楽（2017年10月16日） - 風呂田久
- 南瓜とマヨネーズ（2017年11月11日、S・D・P） - ハギオ
- ルームロンダリング（2018年7月7日、ファントム・フィルム） - 雷土悟郎
- 宵闇真珠（英題：The White Girl）（2018年12月15日、キノフィルムズ） - 男（阪元）[45]
- 酔うと化け物になる父がつらい（2020年3月6日、ファントム・フィルム） - 食堂の店員（カメオ出演）[46]
- 人間の時間 (原題：Human, Space, Time and Human)（2020年3月20日日本公開、Finecut, Seoul） - イヴの恋人（タカシ）
- 花束みたいな恋をした（2021年1月29日、東京テアトル、リトルモア） - 加持航平[47]
- 茜色に焼かれる（2021年5月21日、フィルムランド、朝日新聞社、スターサンズ） - 田中陽一[48]
- 名も無い日（2021年6月11日、イオンエンターテイメント ジジックス・スタジオ） - 小野章人[49]
- アジアの天使（2021年7月2日、クロックワークス） - 青木透[50]
- 大怪獣のあとしまつ（2022年2月4日、松竹・東映） - ブルース (青嶋涼）[51]
- ぜんぶ、ボクのせい（2022年8月11日、ビターズ・エンド） - 坂本[52]
- 658km、陽子の旅（2023年7月28日、カルチュア・パブリッシャーズ） - 工藤昭政[53]
- 月（2023年10月13日、スターサンズ） - 堂島昌平[54]
- サタデー・フィクション（2023年11月3日日本公開、アップリンク） - 古谷三郎[55]
- 九十歳。何がめでたい（2024年6月21日、松竹） - テレビの修理業者[56]
- 劇映画 孤独のグルメ（2025年1月10日、東宝） - ラーメン屋店主[57]
- Immunodeficiency（公開未定）[58]
- 夏の砂の上（2025年7月4日、アスミック・エース） - 小浦治[59]
- 兄を持ち運べるサイズに（2025年11月28日公開予定、カルチュア・パブリッシャーズ） - 兄 役[60]

### テレビドラマ
- 週末婚スペシャル（1999年10月1日、TBS） - 大森の予備校仲間
- 温泉へ行こう（1999年9月 - 12月、TBS） - （第45回）宿泊学生
- 仮面ライダークウガ（2000年1月 - 2001年1月、テレビ朝日） - 五代雄介
  - 仮面ライダークウガ 新春スペシャル（2001年1月2日、テレビ朝日）
- OLヴィジュアル系 第2シーズン（2001年4月 - 6月、テレビ朝日） - 一ノ宮華都比呼
- 嫉妬の香り（2001年10月 - 12月、テレビ朝日） - 浅井誠
- ドラマDモード夏の王様（2001年11月、NHK） - 37番の男
- 初体験（2002年1月 - 3月、フジテレビ） - 甲田敦史
- 愛の手前 恋のとなり（2002年3月 - 4月、テレビ朝日） - コウジ
- 天体観測 searchin' for my polestar（2002年7月 - 9月、関西テレビ） - 木崎タケシ
- サトラレ（2002年7月 - 9月、テレビ朝日） - 里見健一
- 顔（2003年4月 - 6月、フジテレビ） - 西島耕輔
- ぼくらはみんな生きている（2003年9月18日、テレビ朝日） - 沢村修一
- さとうきび畑の唄（2003年9月28日、TBS） - 吉岡
- ビギナー（2003年10月 - 12月、フジテレビ） - 羽佐間旬
- 大河ドラマ（NHK）
  - 新選組!（2004年1月 - 12月） - 斎藤一
  - 新選組!! 土方歳三 最期の一日（2006年1月3日） - 斎藤一 ※回想での出演
  - 八重の桜（2013年1月 - 12月） - 新島襄
- 海峡を渡るバイオリン（2004年11月27日、フジテレビ） - 相川喜久衛
- 不機嫌なジーン（2005年1月 - 3月、フジテレビ） - 勝田隼人
- 時効警察（2006年1月 - 3月、テレビ朝日） - 霧山修一朗
  - 帰ってきた時効警察（2007年4月 - 6月）※第8話では監督・脚本も担当
  - 復活スペシャル（2019年9月29日）
  - 時効警察はじめました（2019年10月 - 12月）[61]
- ぼくの妹（2009年4月 - 6月、TBS） - 江上盟
- 深夜食堂 第2・6・7・9・10話（2009年10月 - 12月、毎日放送） - カタギリ
  - 深夜食堂2 第13・16・19・20話（2011年10月 - 12月） - カタギリ
  - 深夜食堂3 第29・30話（2014年10月 - 12月） - 小暮
- 熱海の捜査官（2010年7月 - 9月、テレビ朝日） - 星崎剣三
- 大魔神カノン 最終話（2010年10月1日、テレビ東京） - 巫崎フーガ
- 塀の中の中学校（2010年10月11日、TBS） - 石川順平
- 家族のうた（2012年4月 - 6月、フジテレビ） - 早川正義
- 都市伝説の女 最終話（2012年6月8日、テレビ朝日） - 加賀春樹
  - 都市伝説の女（第2シリーズ）最終話（2013年11月22日）
- ドラマW 三谷幸喜『大空港2013』（2013年12月29日、WOWOW） - 国木田修
- S -最後の警官- 第3話 - 最終話（2014年1月 - 3月、TBS） - 正木圭吾
- アリスの棘（2014年4月 - 6月、TBS） - 西門優介
- リバースエッジ 大川端探偵社（2014年4月 - 7月、テレビ東京） - 村木タケシ
- 極悪がんぼ（2014年4月 - 6月、フジテレビ） - 伊集院保
- 連続ドラマW （WOWOW）
  - 夢を与える（2015年5月 - 6月） - 村野
  - イアリー 見えない顔（2018年8月 - 9月） - 広川誠司[62]
- スペシャルドラマ 経世済民の男 第一部「高橋是清」（2015年8月22日・29日、NHK） - 高橋是清
- おかしの家（2015年10月 - 12月、TBS） - 桜井太郎[63]
- 重版出来!（2016年4月 - 6月、TBS） - 五百旗頭敬[64]
- 刑事ゆがみ 第5話 - 最終話（2017年11月 - 12月、フジテレビ） - 横島不二実
- チア☆ダン（2018年7月 - 9月、TBS） - 漆戸太郎[65]
- ルームロンダリング 第1話 - 第4話（2018年11月、毎日放送） - 雷土悟郎[66]
- 大豆田とわ子と三人の元夫 第6話 - 第9話（2021年5月 - 6月、フジテレビ） - 小鳥遊大史
- オリバーな犬、 (Gosh!!) このヤロウ（2021年9月17日 - 10月1日、NHK） - オリバー（警察犬）[67]
  - オリバーな犬、 (Gosh!!) このヤロウ（シーズン２）（2022年9月20日 - 10月4日）（最終話はオリバー、オダギリジョー役、二役）
- 連続テレビ小説 カムカムエヴリバディ 第40話 - 第112話（2021年12月24日 - 4月8日、NHK） - 大月錠一郎[68][69][70]
- よだれもん家族 最終話（2022年9月25日、テレビ東京）[71] - 静流
- アトムの童（2022年10月16日 - 12月11日、TBS） - 興津晃彦[72][73]
- THE TRUTH 第2話（2023年12月13日、テレビ東京） - オダギリジョー（本人）[74]
- 魔物 (마물) 最終話（2025年6月13日、テレビ朝日） - 花束を持った男性[75]

### オリジナルビデオ
- TERRORS 闇夜〜DARKNESS〜（2001年1月フジテレビ映像企画部、DVD作品） - 後藤慎一

### Webドラマ
- 午前3時の無法地帯（2013年3月20日、BeeTV） - 多賀谷匡
- 深夜食堂 -Tokyo Stories-第34・35・40話（2016年10月21日、Netflix） - 小暮（34話は小暮、カタギリ二役）
  - 深夜食堂-Tokyo Stories Season２-第42・43・49・50話（2019年10月31日、Netflix） - 小暮
- ルームロンダリング 第5話 - 第6話（2018年12月、TSUTAYAプレミアム独占配信） - 雷土悟郎
- 僕の手を売ります（2023年10月27日 - 、FOD・Amazon  Prime Video） - 大桑北郎[76]

### タクシーメディア
- 「ひみつのPRIME」（2025年6月30日 - 2025年7月27日放映、TOKYO PRIME）

### ドキュメンタリー
- いま裸にしたい男たち〜オダギリジョー 27歳 アートするココロ〜（2003年11月12日、デジタルBS Hi）
- 情熱大陸（2005年9月18日、毎日放送）
- 世界遺産 第3代ナレーター（2005年10月 - 2006年3月、TBS） - ナレーション
- 星野道夫 アラスカ 星のような物語（感受編・思索編・希望編）（2006年、デジタルBS Hi） - ナレーション
- 神様のビリヤード～フィリピン・運命を変えた1本のキュー～（2011年11月11日、NHK） - ナレーション
- 映画『世界最古の洞窟壁画3D 忘れられた夢の記憶』（2012年3月3日、スターサンズ、ビターズ・エンド） - ナレーション
- 目撃!日本列島 それでも私は投げる〜ソフトボール・上野由岐子投手〜（2012年12月1日、NHK） - ナレーション
- 旅する音楽 BSフジ - ナビゲーター
  - 第一回（2013年3月30日）
  - 第二回（2013年9月28日）
  - 第三回（2014年3月29日）
  - 第四回（2014年9月27日）
  - キューバ編（2015年8月22日）
  - ペルー編（2016年8月28日）
- ラストデイズ「勝新太郎×オダギリジョー」（2014年5月1日、NHK） - ナビゲーター
- 生誕130年記念 藤田嗣治展　-東と西を結ぶ絵画-（2016年4月29日 - 9月22日） - 音声ガイド
- いきものがかり吉岡聖恵 ポートレイト（2016年12月2日、NHK） - 語り
- NHKスペシャル ボブ・ディラン ノーベル賞詩人　魔法の言葉（2016年12月10日、NHK） - 朗読
- 国宝源氏物語絵巻（8Kスーパーハイビジョン制作）（2017年3月12日、NHK） - 語り
- NHKスペシャル 半グレ 反社会勢力の実像（2019年7月29日、NHK） - 語り
- NHKスペシャル 「香港　激動の記録～市民と“自由”の行方～」（2020年10月18日、NHK） - 語り
- 中村哲の声がきこえる（2020年12月27日、NHK） - 語り
- NHKスペシャル 「追跡“コロナ犯罪”」（2021年4月3日、NHK） - 語り
- 天才が育つ教室（2023年2月26日、BS-TBS） - 語り
- NHKスペシャル 「追跡"ルフィ"事件」（2023年10月28日、NHK） - 語り
- フロンティア（2023年12月6日 - 、NHK-BS） - 語り
- ５秒の壁を超えろ　スポーツクライミング　スピード　大政涼（2024年6月14日、NHK松山放送局） - 語り
- 仮面ライダークウガ25周年記念 超クウガ展（2025年6月14日 - 、東京・福岡・名古屋・大阪 全国4会場） - 展覧会ナビゲーター
- 映画『六つの顔』（2025年8月22日公開予定、カルチュア・パブリッシャーズ） - ナレーション

### バラエティ
- 週刊BSデジタルマガジン（2000年12月 - 2003年12月26日、BSフジ）
  - BSフジの10年間すべて見せます!デジマガでDAI安☆吉日!（2010年12月1日、BSフジ）
- 第8回スポーツマンNo.1決定戦（2001年3月23日、TBS）
- 号外!!爆笑大問題（2001年4月2日 - 2002年9月23日、日本テレビ系列局）
- オダギリジョーの大東京旅行舎（2001年8月4日 - 2002年4月27日、トラベラーズTV）
- ナミダメ（2001年10月3日 - 2002年3月27日、テレビ東京）
- オダギリジョー誕生日スペシャル「舌」（2002年2月16日、トラベラーズTV）
- オダギリジョー第２の故郷フレズノに帰る（2002年3月17日 - 24日、トラベラーズTV）
- WINNER'S BOOTH（2002年5月3日 - 2002年9月27日、トラベラーズTV）
- オダギリジョーの韓国絵日記（2002年5月31日 - 6月7日、トラベラーズTV）
- オダギリジョー思い出のニューヨーク（2003年1月6日 - 20日、トラベラーズTV）
- 笑福亭鶴瓶のすわるテレビ（2015年12月21日、毎日放送）- ナレーション
- 全力!脱力タイムズ（2016年11月4日、2017年11月24日、2018年7月6日､2025年7月4日､フジテレビ）
- クリエイターズ・ファイルGOLD（2021年6月3日、Netflix）- 第7話「童謡詩人・石丸ツワノ」[77]

### 教養番組
- ムジカ・ピッコリーノ（4期）（2016年4月8日 - 8月19日、NHK） - ドクトル・ジョー[78]
  - ムジカ・ピッコリーノ（特別編 〜アリーナの旅立ち〜）（2017年10月6日 - 10月27日、NHK） - ドクトル・ジョー
- テイクテック2.0（2024年3月30日 - 、NHK） - ナレーション

### ラジオ
- au FG LIFETIME BLUES（2022年4月 - 2025年3月、J-WAVE・JFL系列）

### CM
- ダイドー「デミタスコーヒー」（1999年）
- 日立製作所 cdma携帯電話（1999年）
- 東芝 燃料電池（1999年）
- トヨタ自動車
  - 「ファンカーゴ」（2000年）
  - 「ist」（2007年7月 - 2008年）
  - 「E TOYOTA」（2024年11月） - 声のみ
- バンダイ『仮面ライダークウガ』変身シリーズ[79]（2000年）
- 任天堂「ポケモンミニ」（2001年）
- 東京通信ネットワーク「Powered Internet [POINT]」（2002年）
  - パワードコム（東京通信ネットワークから社名変更）「Powered Internet [POINT]」（2003年）
- ホーユー「Men's Beauteen」（2002年 - 2007年）
- グンゼ「YG-X」（2003年）
- キリンビバレッジ「烏龍聞茶」（2003年）
- ソニー「MDウォークマン」「SoundGate」（2003年）
- ライフ「ライフカード」（2004年4月 - 2007年）
  - 『カードの切り方が人生だ』シリーズ（2005年3月 - 2007年）
- 宝酒造「タカラcanチューハイ SUKISH」（2004年）
- ロート製薬「ロートZi:」シリーズ（2004年 - 2005年）
- アサヒ飲料「若武者」（2005年 - 2006年）
- 富士通「F902i」「F902iS」（2005年 - 2006年）
- 森永製菓「ウイダーinゼリー」（2006年10月 - 2007年）
- 旭化成「サランラップ」（2006年 - 2007年）
- キリン
  - 「ザ・ゴールド」（2007年）
  - 「ホワイトホース ハイボール」（2018年 - 2021年3月）
- キヤノン「IXY DIGITAL」（2007年2月 - 2010年）
- 資生堂「uno」（2008年）
- サントリー
  - 「ほろよいチューハイ」（2009年3月 - 2010年）
  - 「酸化防止剤無添加のおいしいワイン。スパークリング」（2023年9月 - ）
  - 「ザ・プレミアム・モルツ」（2025年2月 - ）[80]
- リーバイス・コリア「Levi'sプレミアムコレクション」（2009年9月）
- 東京建物「有明スカイタワー」（2009年12月 - 2010年）
- カルチュア・コンビニエンス・クラブ「TSUTAYA DISCAS ネット宅配レンタル」（2010年5月）
- JINS（2010年9月 - 2011年）
- サッポロ「クリーミーホワイト」（2010年9月 - 2011年）
- NTTdocomo（2011年、2014年10月）
- KEIRIN （2011年 - 2012年）
- 日本コカ・コーラ「アクエリアス ゼロ」（2012年5月 - 2015年）
- ダイハツ工業「タントカスタム」（2012年5月）
- Hulu（2012年10月 - 2013年3月）
- LAWSON「パスタ屋」（2013年9月）
- ワイジェイFX YJFX!（2014年2月）
- インベスターズクラウド「TATERU」（2015年11月）[81]
- ヤフオク!（2015年11月 - 2016年）
- サイボウズ ワークスタイルドラマ『声』（2015年12月 - 2016年1月）
- 雪印メグミルク「BOTTLATTE」（2016年3月 - 2018年3月）[82]
- Ground Y（） 2018年春夏コレクション
- リクルート「Airペイ」（2017年3月 - ）
- 豊田通商（2018年6月 - 2023年）
- サンスター「G・U・M デンタルリンス」（2019年4月 - 2020年3月）
- 青山商事『青山探偵事務所』シリーズ（2020年10月 - 2021年 ）[83]。
- 新日本製薬「BODY AURA」（2021年12月 - ）[84]
- ウィンチケット「WinTicket」（2021年12月 - 2024年4月）[85]
- 日本マクドナルド
  - 「スパイシーチキンマックナゲット」（2022年1月）
  - 「北海道じゃがバタてりやき」「大阪お好み焼き風ソースたまごてりやき」「博多明太てりやきチキン」（2023年6月）[86]
- ワールドパーティー「Wpc. IZA」（2023年2月） - ビジュアルモデル[87]
- 相鉄・東急直通線開業記念ムービー『父と娘の風景』（2023年3月16日 - 2023年9月15日、相鉄グループ）[88][89][90]。
- マンダム「LÚCIDO」（2023年8月 - ） - アンバサダー[91]
- FCNT「arrows We2 Plus」（2024年8月 - ）[92]
- 森永乳業「クラフト」（2024年9月）[93]

### 舞台
- DREAM OF PASSION（1999年）
- Runner（1999年）
- SLAPSTICKS（2003年）
- リセット3・2・1…（2010年2月）

### 劇場アニメ
- ちいさな英雄-カニとタマゴと透明人間-「透明人間」 （2018年8月24日、スタジオポノック、透明人間）

### Webアニメ
- i-wish you were here- あなたがここにいてほしい （2001年、田宮ユウジ）　※アニメイトTV、gooでのストリーミング配信

### ゲーム
- 仮面ライダークウガ（2000年、PS） - 仮面ライダークウガの声

### ミュージック・ビデオ
- オダギリジョー「i don't know」（2006年10月4日「WHITE」）
- 井上陽水「傘がない」（2008年7月16日「弾き語りパッション」）
- ANA「WEST」（メゾン・ド・ヒミコDVD収録オリジナル・ショートムービー「懲戒免職」より）
- 大橋トリオ「1人でもトリオ」のはずが… 「本物の大橋トリオを探せ」（2014年2月）
- 勝手にしやがれ「タクシー・ソング」（2014年9月10日「パンドーラー」）
- never young beach「なんかさ」（2017年11月23日「緑色音楽」スピンオフムービー）

## 監督作品
- D/G（2001年未公開）
- フェアリー・イン・メソッド（未公開）
- バナナの皮（2003年）（第15回TAMA CINEMA FORUM出品）
- 帰ってきた時効警察 第八話（2007年6月1日、テレビ朝日）
- さくらな人たち（2009年4月10日、スタイルジャム）（第38回ロッテルダム国際映画祭出品）
- ある船頭の話（2019年9月13日、キノフィルムズ）[94]
- オリバーな犬、 (Gosh!!) このヤロウ（2021年9月17日 - 10月1日、NHK） - オリバー 役[27]
  - オリバーな犬、 (Gosh!!) このヤロウ（シーズン２）（2022年9月20日 - 10月4日、NHK）
  - THE オリバーな犬、(Gosh!!)このヤロウ MOVIE（2025年9月26日公開予定、エイベックス・フィルムレーベルズ）[95][96]

## 音楽

### シングル
- “t”（2000年11月18日、日本コロムビア）
- HAZARD（2003年、ファンクラブ内限定発売）
- チェリー・ザ・ダストマン（2006年8月23日、エピックレコードジャパン「勝手にしやがれ+オダギリジョー」名義）

### アルバム
- WHITE（2006年10月4日、ビクターエンタテインメント）
- BLACK（2006年10月4日、ビクターエンタテインメント）

### 曲提供
- 「ゼチェ・プラジナイズド」 - 勝手にしやがれアルバム「パンドーラー」（2014年9月10日、UK.PROJECT）
- 「JellyfishSyndrome」 - 映画「宵闇真珠」(2018年12月15日、キノフィルムズ）

### ゲスト参加
- 「GET OFF STAND UP」久永直行アルバム「黒猫殺人事件(上)」（2008年10月22日、CITY RECORDS-indiesmusic）

### その他
- 「悲しくてやりきれない」 - 『パッチギ! サウンドトラック』（2005年1月19日、Sony Music Direct）
- 「恋する炭酸水」「古今和歌」「霊峰・快羅須山のララバイ」 - 『オペレッタ狸御殿 オリジナル・サウンドトラック』（2005年5月11日、Toho Music）
- 「母の教え給いし歌」 - 『メゾン・ド・ヒミコ The Original Soundtrack of “La Maison de Himiko”』（2005年8月24日、ワーナーミュージック・ジャパン）

## 書籍
- オダギリジョー セーターブック（2000年、日本ヴォーグ社）
- 実写 オダギリジョー写真集（2000年、ビブロス）
- オダギリズム（2001年、美術出版社）
- four years ago（2006年、リトルモア）

## 受賞歴
- 2002年
  - 第34回ザテレビジョンドラマアカデミー賞 ベストドレッサー賞（『天体観測』）[97]
- 2003年
  - 第13回日本映画プロフェッショナル大賞 主演男優賞（『アカルイミライ』）
- 2004年
  - 高崎映画祭 最優秀主演男優賞（『アカルイミライ』）
  - 第27回日本アカデミー賞 新人俳優賞（『あずみ』）[98]
  - 第28回エランドール賞 新人賞[99]
- 2005年
  - 第28回日本アカデミー賞 最優秀助演男優賞（『血と骨』）
  - 第17回日刊スポーツ映画大賞・石原裕次郎賞 石原裕次郎新人賞（『血と骨』）
  - 第14回東京スポーツ映画大賞 助演男優賞（『血と骨』）
  - 第78回キネマ旬報ベスト・テン 助演男優賞（『血と骨』）
  - 第47回ブルーリボン賞 助演男優賞（『血と骨』､『この世の外へ クラブ進駐軍』）
  - 第59回毎日映画コンクール 男優助演賞（『血と骨』､『この世の外へ クラブ進駐軍』）
  - 第27回ヨコハマ映画祭 主演男優賞（『メゾン・ド・ヒミコ』､『スクラップ・ヘブン』､『SHINOBI』､『オペレッタ狸御殿』）
- 2006年
  - 第79回キネマ旬報ベスト・テン 主演男優賞（『メゾン・ド・ヒミコ』､『オペレッタ狸御殿』､『SHINOBI』）
  - 第15回日本映画プロフェッショナル大賞[100] 主演男優賞（『メゾン・ド・ヒミコ』、『スクラップ・ヘブン』）
  - ACC CM FESTIVAL 演技賞（ライフカード『カードの切り方が人生だ/海外出張/a Xmas night/フレッシュマン来たる/マドンナ』）
- 2007年
  - 高崎映画祭 最優秀主演男優賞（『ゆれる』）
  - 第30回日本アカデミー賞 優秀主演男優賞（『ゆれる』）[101][102]
- 2008年
  - 第31回日本アカデミー賞 優秀主演男優賞（『東京タワー 〜オカンとボクと、時々、オトン〜』）[103]
  - 東京スポーツ映画大賞 主演男優賞（『東京タワー 〜オカンとボクと、時々、オトン〜』）
- 2010年
  - 高崎映画祭 最優秀助演男優賞（『空気人形』）
- 2014年
  - 第37回日本アカデミー賞 優秀助演男優賞（『舟を編む』）
- 2015年
  - ソウルドラマアワード2015 アジアスター大賞[104][105]
- 2016年
  - 高崎映画祭 最優秀主演男優賞（『FOUJITA』）
  - 第8回TAMA映画賞 最優秀男優賞（『オーバー・フェンス』､『FOUJITA』）[106]
- 2017年
  - JAPAN CUTS2017 CUT ABOVE賞 for Outstanding Performance in Film[107]
- 2019年
  - 第56回アンタルヤ映画祭 国際コンペティション部門 最優秀作品賞（『ある船頭の話』）[24]
  - 第24回ケララ国際映画祭 最優秀作品賞（『ある船頭の話』）[108]
- 2020年
  - 高崎映画祭 ホリゾント賞（『ある船頭の話』）[109]
- 2022年
  - 東京ドラマアウォード2022 助演男優賞（『カムカムエヴリバディ』）[110]